# Фонд Маша
«Фонд Маша» – громадська організація, створена в 2020 році Марією Єфросиніною та Оксаною Нечипоренко для протидії будь-якому виду насильства. З початком повномасштабного вторгнення Росії в Україну «Фонд Маша» допомагає жінкам і дітям, які постраждали від війни.

## Історія заснування
«Фонд Маша» створили в  2020 році Марія Єфросиніна та Оксана Нечипоренко як майданчик для допомоги жінкам, які  постраждали від домашнього насильства. За рік роботи змогли відкрити притулок для жінок у Києві, спільно з партнерами запустили платформу «Мені здається», налагодили співпрацю з усіма притулками для жінок і дітей в Україні.
З початком повномасштабного вторгнення у 2022 році Фонд переформатував свою діяльність на допомогу жінкам та дітям, які постраждали від війни. В перші місяці забезпечували людей, які цього потребують, їжею, медикаментами, засобами гігієни, одягом тощо. Фонд також почав надавати безкоштовну психологічну допомогу жінкам та дітям, які постраждали від війни, на чому і зосередив подальшу роботу. І вже в червні 2022 була запущена перша зміна офлайн-табору стабілізації емоційного стану «Незламна мама». 
Місія «Фонду Маша»: Відродження жінок заради відродження України

## Керівництво
«Фонд Маша» співзаснували Марія Єфросиніна, українська телеведуча, акторка, громадська діячка, Почесний посол ООН в Україні в галузі народонаселення України з питань гендерної рівності та боротьби з насильством та Оксана Нечипоренко, директорка громадської організації GoGlobal, керівниця групи стратегічних радників при премʼєр-міністрі України (2019-2020), співзасновниця освітнього фонду savED.
Голова Фонду — Тетяна Мураткіна, кандидат філософських наук, експертка Українського культурного фонду. Понад 15 років присвятила роботі в громадському секторі, з них більш ніж 9 років досвіду у сфері проєктної діяльності та реалізації проєктів для жінок і дітей.

## Проєкти

### «Незламна мама»

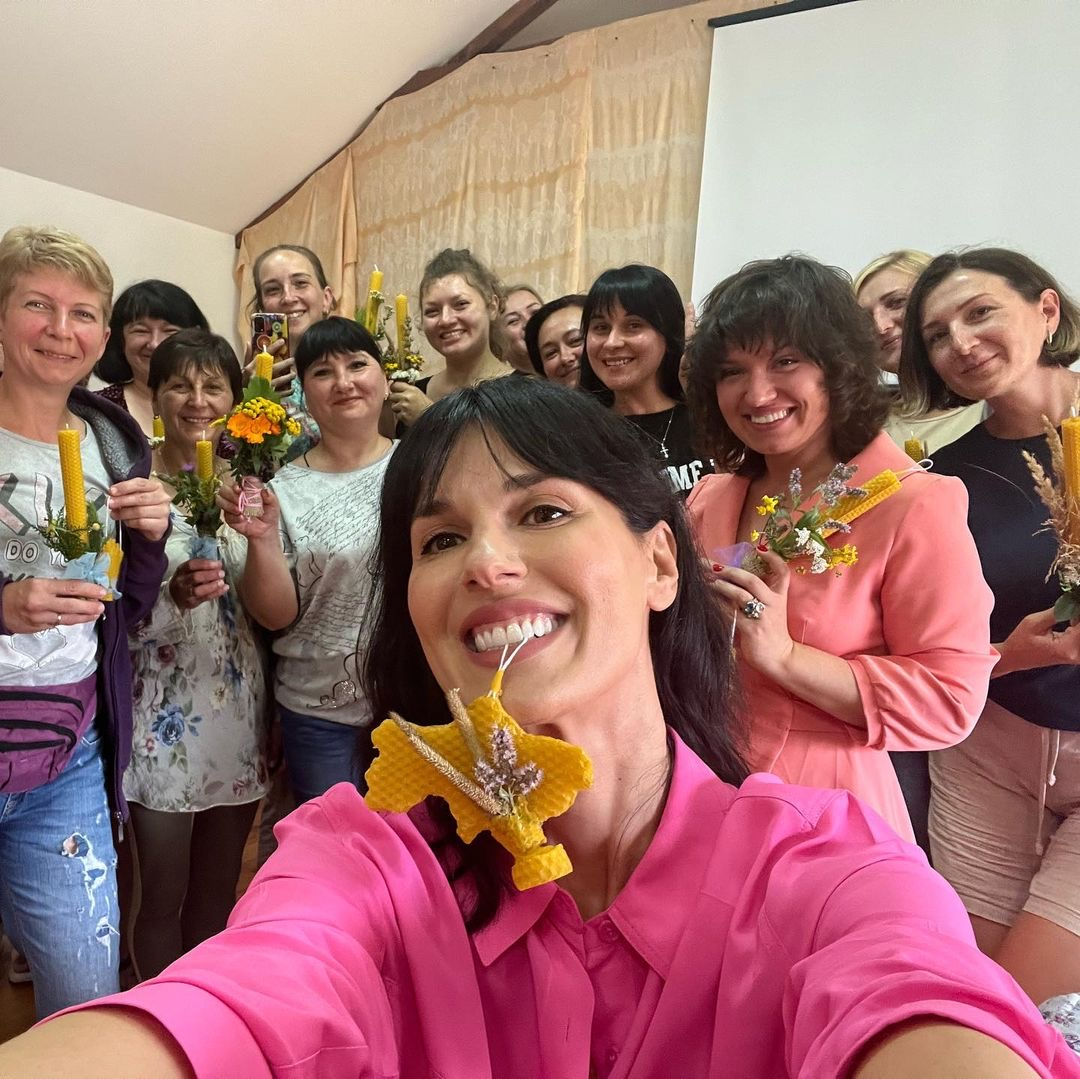
Співзасновниці «Фонду Маша» Маша Єфросиніна та Ксана Нечипоренко в таборі проєкту «Незламна мама» разом з підопічними Фонду

У червні 2022 року «Фонд Маша» запустив проєкт «Незламна мама». Це програма стабілізації емоційного стану жінок і їхніх дітей, які постраждали від війни, спеціально розроблена фахівцями в галузі психотерапії та посттравматичних синдромів.  
Три тижні учасники заїздів здійснюють інтенсивну роботу з психологами в Карпатах. У програмі — групові та індивідуальні заняття з психотерапевтами, арт-терапія, тілесна терапія. Мета: відновити ментальне здоров’я учасників, покращити їхнє самопочуття та поповнити внутрішні ресурси.
За 2022-2023 роки реабілітаційний табір прийняв понад 33 зміни, на яких допомогу отримали близько 2000 жінок та їхніх дітей. Серед них жінки, які були звільнені з полону; які пережили воєнні злочини, в тому числі, сексуального характеру; які втратили на війні членів родини; які перебували в окупації чи втратили житло. Також проєкт працює з волонтерками, в тому числі, госпітальєрками. 
У 2023 році магістри кафедри «Клінічна психологія з основами когнітивно-поведінкової терапії» Українського Католицького Університету провели дослідження. Вони проаналізували ефективність та вплив «Незламної мами» на жінок. Опитування пройшли 108 учасниць програми «Незламна мама». Результати показали, що завдяки програмі в учасниць зменшилися симптоми депресії, тривоги та ПТСР і збільшилися показники життєстійкості.
За даними дослідження УКУ, найбільший вплив на учасниць «Незламної мами» мають індивідуальні консультації з психологами – 48% опитаних. На другому місці – спілкування з людьми зі схожим досвідом – 24%. Групова терапія (тілесна та розмовна) – 22%, артмайстерні – 12%.

### «Смілива»
У жовтні 2022 року «Фонд Маша» запустив проєкт «Смілива». Він навчає дівчат від 12 до 18 років відстоювати власні кордони та давати відсіч фізичному і психологічному насильству. 
У його рамках кожна учасниця проходить курс із самозахисту (12 занять) та відвідує 5 групових сесій з психологом. З учасницями працюють професійні тренери з самооборони та підліткові психологи, які мають досвід роботи з жертвами будь-яких видів насильства. 
Поєднання фізичної та психологічної роботи надає можливість навчити підлітків помічати перші «дзвіночки» будь-якої форми насильства та давати відсіч. Це додає дівчатам впевненості в собі й допомагає в майбутньому зменшити кількість жертв домашнього насильства, що і є головним завданням Фонду.
За 2022-2023 роки участь у проєкті «Смілива» взяли дівчата-підлітки з Києва, а також ще шести українських міст: Коростень, Чернігів, Харків, Дніпро, Одеса та Львів.
А щоб пояснити ще більшій кількості підлітків, що таке власні кордони, навіщо та як їх відстоювати, «Фонд Маша» розпочав серію офлайн безпекових тренінгів від психологів та тренерів «Сміливої». Які протягом 2023-2024 років пройдуть 11 тисяч українських школярок.

### Центр ментального відновлення «Незламна»
У червні 2023 року «Фонд Маша» відкрив у Києві Центр ментального відновлення «Незламна». У ньому кожна жінка може знайти підтримку та безкоштовно отримати кваліфіковану допомогу психологів, арттерапевтів, тілесних терапевтів та інших спеціалістів. 
Щомісяця у Центрі надаються такі послуги: індивідуальні консультації психолога для дорослих та дітей (від 5 років), групи підтримки, арттерапія та артмайстерня, тілесні групи (тілесна терапія, йога, пілатес, когерентне дихання, Фельденкрайз, майндфулнес, танцювально-рухальна терапія). 
За час роботи Центр «Незламна» відвідали понад 700 жінок і пройшло понад 1200 офлайн-консультацій та понад 1700 онлайн-консультацій. 

### «Провідники змін»
Восени 2023 року «Фонд Маша» розпочав проєкт «Провідники змін» — програму навчання вчителів, лікарів, соціальних працівників та інших фахівців першої ланки, спрямовану на покращення їхнього психічного здоров'я та підвищення емоційної стійкості. Мета: навчити спеціалістів першої ланки долати стрес, управляти кризами серед працівників, допомагати стабілізувати психічний стан оточуючих. У перспективі фахівці, які пройшли навчання, стануть провідниками змін у своїх громадах – зможуть зменшити вигорання та знизити рівень стресу, надати психологічну підтримку підопічним та покращити рівень психічного здоров'я оточуючих загалом.
«Фонд Маша» запустив проєкт «Провідники змін» спільно з ізраїльською неурядовою організацією IsraAid та Дитячим Фондом ООН (ЮНІСЕФ). Тренінги були проведені в Київській, Миколаївській, Вінницькій, Дніпропетровській, Житомирській, Одеській, Харківській областях та в місті Київ. 
За 2023 рік проведено понад 180 базових тренінгів зі стресостійкості для понад 3 тисяч фахівців та фахівчинь. Для тих, хто після проведення базових тренінгів хоче поглибити знання, Фонд надає змогу пройти наступний рівень навчання, – тренінги «Самодопомога+» та «Рівний – рівному», які дозволяють отримати сертифікати фасилітаторів. 

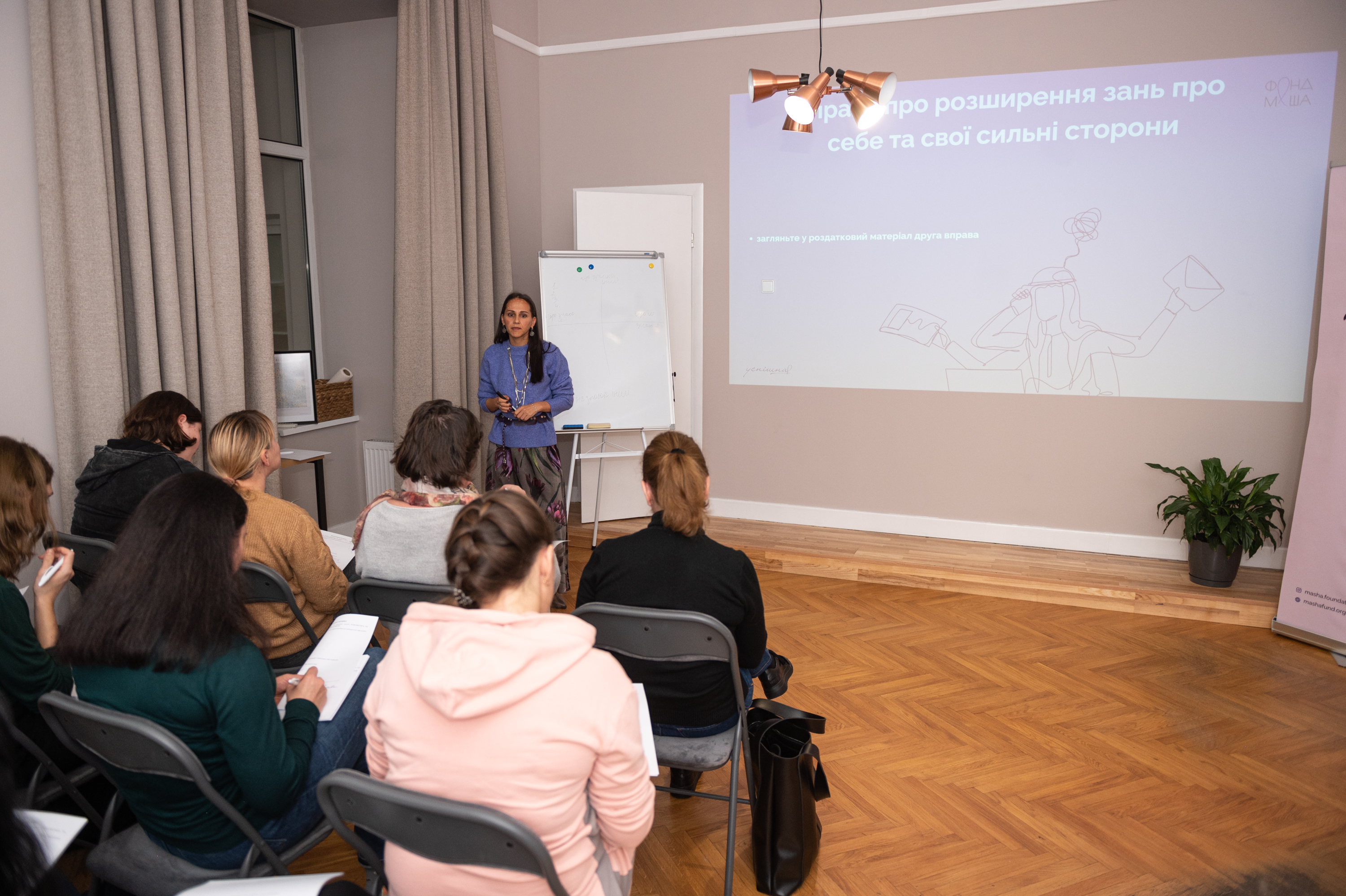
Один з воркшопів проєкту «Успішна»

### «Успішна»
У 2023 році «Фонд Маша» запустив новий напрям роботи з профорієнтації жінок «Успішна». Перший проєкт напряму – серія офлайн та онлайн-воркшопів від кар'єрних спеціалістів, консультантів з працевлаштування та психологів. 
«Успішна» націлена на профорієнтацію жінок з різним досвідом, зокрема внутрішньо переміщених осіб, жінок, які повернулися з-за кордону, жінок, які планують повернутися в Україну та які перебувають у пошуку роботи або бажають змінити свою професію.
Лекції проходять з листопада 2023 року по березень 2024 року в онлайн та офлайн-форматі. На них розглядаються різні теми: психологічна підготовка до змін, перші кроки до пошуку роботи, написання резюме та мотиваційного листа, проходження співбесіди, перекваліфікація, побудова особистого бренду, публічні промови, відкриття власної справи та життя після найму.
Воркшопи впроваджуються за підтримки міжнародної неурядової організації United for Ukraine.

### Завершені проєкти

#### «Від великих сердець — для маленьких»
У 2022 році «Фонд Маша» разом з компанією Visa запустили благодійну ініціативу «Від великих сердець – для маленьких», спрямовану на підтримку дітей від 0 до 3 років. У її рамках дітей з сімей ВПО, малозабезпечних родин чи постраждалих від війни забезпечували боксами з усіма необхідними засобами для місячного проживання: дитяче харчування, гігієна, іграшки, книги, пелюшки, одяг, посуд тощо.
Усі бокси були поділені на три частини, за віковими категоріями дітей: від 0 до 1 року, від 1 року до 2 і від 2 до 3. Набори передавали до волонтерських центрів у ті регіони України, де родини найбільше постраждали через бойові дії: Чернігівську, Запорізьку, Харківську, Сумську, Полтавську та Житомирську області. Там їх отримували сім’ї, яким потрібна допомога.
Вдалося передати 1050 боксів, по 350 у кожній віковій категорії.